# Ulrich Walter
Ulrich Walter (ur. 9 lutego 1954 w Iserlohn) – niemiecki inżynier, fizyk i astronauta.
3 sierpnia 1987 został wybrany przez DLR (Deutsches Zentrum für Luft- und Raumfahrt) do 5-osobowej grupy niemieckich astronautów (DLR-2). W 1993 uczestniczył w misji załogowej STS-55 na wahadłowcu Columbia jako specjalista ładunku (Spacelab D-2). Przebywał w kosmosie prawie 10 dni.
W latach 1994 to 1998 pracował dla DLR, jako zarządca projektu bazy zdjęć satelitarnych Deutsches Satellitenbildarchiv. Od 1998 pracował w ośrodku rozwojowym koncernu IBM w Böblingen. Od 2003 pracuje jako profesor politechniki w Monachium.
Stowarzyszenie Uczestników Lotów Kosmicznych (Association of Space Explorers) przyznało mu Universal Astronaut Insignia za lot orbitalny (nr 291).

## Wykaz lotów
| Lot kosmiczny, w którym uczestniczył Ulrich Walter           | Lot kosmiczny, w którym uczestniczył Ulrich Walter | Lot kosmiczny, w którym uczestniczył Ulrich Walter | Lot kosmiczny, w którym uczestniczył Ulrich Walter | Lot kosmiczny, w którym uczestniczył Ulrich Walter | Lot kosmiczny, w którym uczestniczył Ulrich Walter | Lot kosmiczny, w którym uczestniczył Ulrich Walter |
| Lp.                                                          | Data startu                                        | Data lądowania                                     | Statek kosmiczny                                   | Funkcja                                            | Czas trwania                                       |                                                    |
| ------------------------------------------------------------ | -------------------------------------------------- | -------------------------------------------------- | -------------------------------------------------- | -------------------------------------------------- | -------------------------------------------------- | -------------------------------------------------- |
| 1                                                            | 26 kwietnia 1993                                   | 6 maja 1993                                        | Columbia (STS-55) F-14                             | specjalista ładunku                                | 9 dni 23 godziny 40 minut                          |                                                    |
| Łączny czas spędzony w kosmosie – 9 dni 23 godziny 40 minut. |                                                    |                                                    |                                                    |                                                    |                                                    |                                                    |